# 水野忠照
水野 忠照（みずの ただてる、元禄9年（1696年） - 寛保3年11月16日（1743年12月31日））は江戸時代の旗本。
信濃国松本藩3代藩主水野忠直の四男。4代藩主水野忠周の弟。通称は宮内。子に忠卿、忠隣がいる。
正徳3年（1713年）1月28日将軍徳川家継に拝謁し、同年6月22日兄の忠周から蔵米2000俵を分知されて寄合に列する。
甥の松本藩主水野忠恒が、享保10年（1725年）7月28日、長府藩世子（後に7代藩主）の毛利師就に対して刃傷沙汰を起こし、忠恒は改易となってしまう。しかし、家名存続を願う声が強く、分家の若年寄水野忠定の取り成しにより、忠照には幕府から信濃佐久郡2000石の替地（根々井知行所）を与えられ、旗本として明治維新まで存続した。日本橋浜町に屋敷を構えたため、この家系は浜町水野家と呼ばれるようになった。
寛保3年（1743年）に江戸で没し、小石川伝通院に葬られる。享年48。法名は全照。